# 小行星21659
小行星21659（21659 Fredholm）是一颗绕太阳运转的小行星，为主小行星带小行星。该小行星于1999年8月13日发现。

## 轨道参数
小行星21659的轨道半长轴为2.5740468 UA，离心率为0.145。